# Reinaldo del Prette Lissot

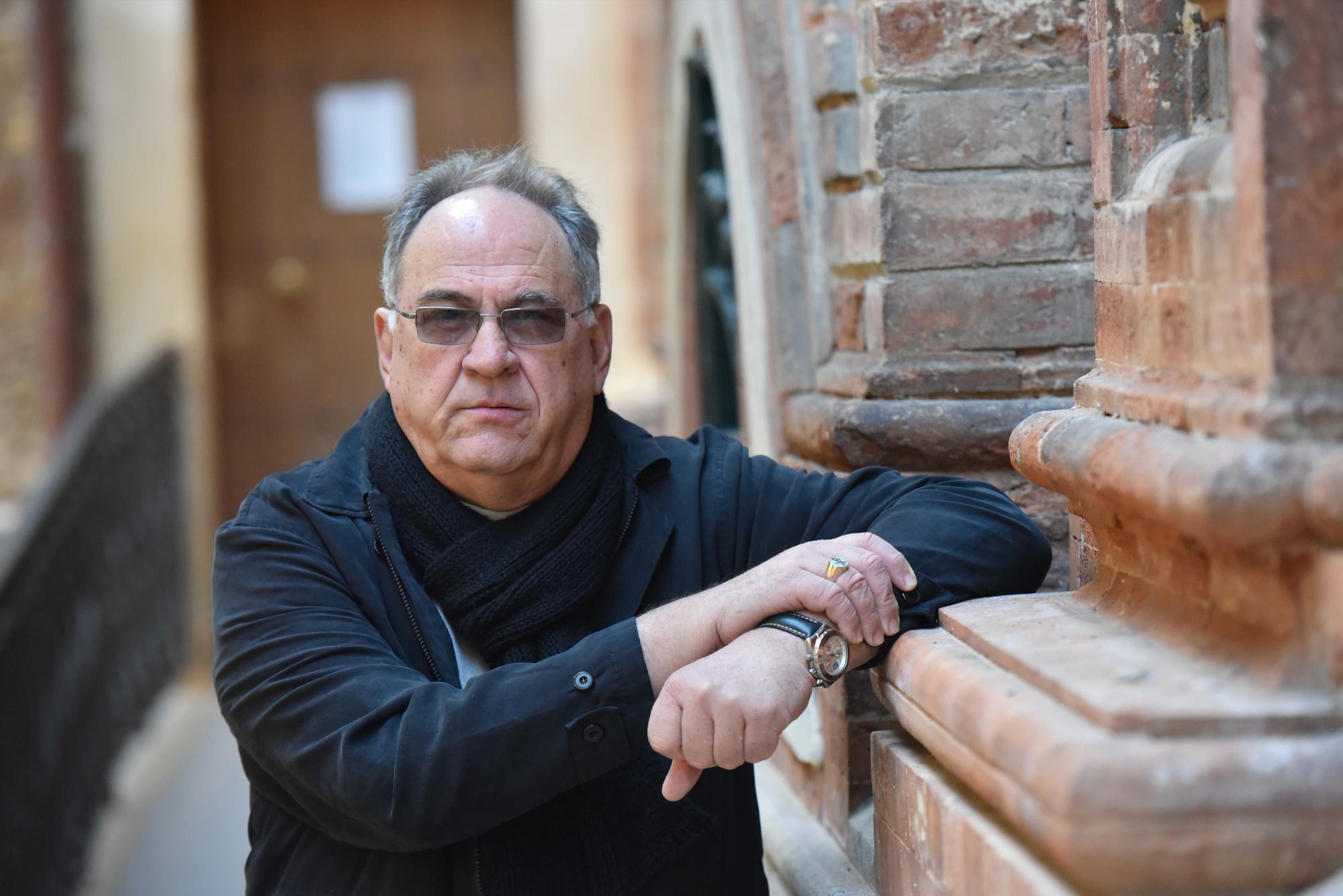
Erzbischof Reinaldo del Prette Lissot (2021)

Reinaldo del Prette Lissot (* 17. Februar 1952 in Valencia; † 21. November 2022 ebenda) war ein venezolanischer Geistlicher und römisch-katholischer Erzbischof von Valencia en Venezuela.

## Leben
Reinaldo del Prette Lissot studierte Philosophie an der Universidad Católica Andrés Bello (UCAB) und Theologie am Interdiözesanen Seminar Santa Rosa de Lima, beide in Caracas. Er empfing durch den Erzbischof von Valencia en Venezuela, Luis Eduardo Henríquez Jiménez, am 15. August 1976 die Priesterweihe. 1982 folgte ein Abschluss in Kirchenrecht an der Päpstlichen Universität Gregoriana in Rom. Er war Rektor des Knabenseminars von Valencia, Kaplan der Franziskanerinnen, Militärseelsorger, Generalvikar des Erzbistums Valencia, Vizeoffizial und später Offizial, Direktor der Sozialpastoral, Pfarrer von Nuestra Señora de Begoña in Naguanagua und Direktor der „Stiftung Regnum“ für den Bau neuer Kirchen, Kapellen und Pfarrhäuser.
Papst Johannes Paul II. ernannte ihn am 24. Dezember 1993 zum Weihbischof in Valencia en Venezuela und Titularbischof von Altava. Die Bischofsweihe spendete ihm der Erzbischof von Valencia en Venezuela, Jorge Liberato Urosa Savino, am 5. Februar des nächsten Jahres; Mitkonsekratoren waren Alfredo José Rodríguez Figueroa, Erzbischof von Cumaná, und Nelson Antonio Martinez Rust, Bischof von San Felipe.
Am 24. April 1997 wurde er zum Koadjutorbischof von Maracay ernannt. Nach der Emeritierung José Vicente Henriquez Anduezas SDB folgte er ihm am  5. Februar 2003 als Bischof von Maracay nach. Als Apostolischer Administrator verwaltete zwischen November 2005 und April 2007 das Erzbistum Valencia en Venezuela. Papst Benedikt XVI. ernannte ihn am 10. April 2007 zum Erzbischof von Valencia en Venezuela. Als Apostolischer Administrator verwaltete zwischen April 2010 und April 2011 das Bistum Puerto Cabello sowie von März 2014 bis Juni 2016 das Bistum San Carlos de Venezuela.
Reinaldo del Prette Lissot starb am 22. November 2022 im Alter von 70 Jahren an den Folgen einer Krebserkrankung in Valencia.